# Les germanes Overbeck
Les germanes Overbeck (Margaret, Hannah, Elizabeth, i Mary Frances) van ser unes ceramistes del moviment Arts and Crafts. El 1911, van fundar l'Overbeck Pottery a la seva casa de Cambridge City, Indiana, amb l'objectiu de guanyar-se la vida produint peces de ceràmica artesanals d'alta qualitat. Les Overbeck són famoses per les seves figuretes fantasioses, la seva habilitat amb els esmalts mats i els seus estilitzats dissenys de plantes i animals inspirades en l'Art Nouveau i l'Art Deco. Les germanes eren propietàries del negoci van gestionar pel seu compte tots els aspectes de l'empresa fins al 1955, l'any en què va morir la darrera d'elles i l'obrador va tancar. Gràcies als seus esforços, les Overbeck van aconseguir ser econòmicament independents i es van guanyar la vida modestament a partir de les vendes del seu art.
Les seves obres s'han exposat a la Panama-Pacific International Exposition (1915) i al Century of Progress (1933), així com en exposicions organitzades per la General Federation of Women's Clubs, el Museum of Fine Arts, Boston, el Los Angeles County Museum of Art, i a moltes altres sales de Paris i dels Estats Units. A més, les seves obres estan incloses en diverses col·leccions de museus i han aparegut en nombroses revistes d'art i de ceràmica. També van aparèixer en un episodi de famós programa de la BBC, Antiques Roadshow l'any 2006. La casa-taller de la família Overbeck a Cambridge City es va incloure al Registre Nacional de Llocs Històrics el 1976; avui en dia la casa es manté com a residència particular.

## Infància i família
Les quatre germanes que es van involucrar en la producció ceràmica van ser: Margaret (3 de juliol de 1863 – 13 d'agost de 1911); Hannah Borger (14 de març de 1870 – 28 d'agost de 1931); Elizabeth Gray (21 d'octubre de 1875 – 1 de desembre de 1936); i Mary Frances (28 de gener de 1878 – 20 de març de 1955). Els altres germans i germanes van ser Ida Alice (22 de setembre de 1861 – 1946), Harriet Jane (17 de gener de 1872 – 1951) i un únic germà, Charles (1 de febrer de 1881 – 1913). La família va canviar la manera d'escriure el seu cognom passant d'"Overpeck" a Overbeck cap al 1911.
Els seus pares, John Arehart Overpeck (1828–1904) i Sarah Ann (Borger) Overpeck (1840–1906), van traslladar-se a Jackson Township, Comptat de Wayne, Indiana, des d'Overpeck, Comtat de Butler, Ohio, el 1868. La família es va instal·lar en una casa situada a la part est de l'actual Cambridge City, Indiana, el 1883. John Overpeck, un granger i ebenista aficionat, era d'origen alemany; Sarah Ann Overpeck, una mestressa de casa que també feia edredons,catifes i puntes de coixí, era filla de famílies alemana i austríaca. Les seves criatures van créixer a Cambridge City i van estudiar a l'escola i a l'institut locals, que eren de titularitat pública. A casa, la família es dedicava a les arts creatives com ara la música, la fusteria, les arts tèxtils, la pintura i també a la ceràmica.
Sarah Ann Overpeck va dissuadir les seves filles de casar-se; creia que el matrimoni limitaria " les seves possibilitats de desenvolupar seu potencial creatiu." Tot i que Ida i Charles més tard es casarien, Margaret, Elizabeth, Hannah, Mary Frances i Harriett Overbeck van escollir no fer-ho. Després de la mort dels seus pares a principis dels 1900, les germanes van conservar la propietat familiar. Ida i el seu marit, Martin Funk, i Charles i la seva muller, Hallie (Turó) Overbeck, van renunciar als seus drets a la casa cedint-los a Hannah, Elizabeth, Harriet, i Mary Frances després la mort de Margaret el 1911.

### Margaret Overbeck
Margaret va estudiar a l'Art Academy of Cincinnati durant la dècada dels 90. També va ser alumna de l'influent dissenyador, Arthur Wesley Dow, de la Universitat de Colúmbia, i de Marshall Fry, un ceramista especialitzat en decoració de porcellana de Nova York. Margaret segurament devia iniciar les seves germanes més joves en el món artístic abans de començar a treballar com a professora d'art en escoles privades, incloent el Sayre Institut a Lexington, Kentucky, i el Megguier Seminary a Boonville, Missouri. El 1899, Margaret va obtenir una plaça de professora a la DePauw University, a Greencastle, on va donar classes d'art, però va deixar la universitat el 1907 després de patir lesions greus al cap en un accident de cotxe a Chicago. Margaret va tornar a la casa familiar Cambridge City per recuperar-se.
A més de la seva feina com a professora d'art, Margaret va exposar una aquarel·la a l'Exposició Universal de Saint Louis, el 1904. També va col·laborar amb Keramic Studio, una publicació especialitzada en porcellana. Els seus dibuixos van aparèixer en diversos números de la revista entre 1903 i 1913, de forma destacable sobretot al número de març del 1907.
Després de treballar a Zanesville, Ohio, en un obrador ceràmic durant l'estiu de 1910, Margaret va tornar a la casa de Cambridge City, on va muntar un taller de ceràmica artística amb les seves germanes, Elizabeth, Hannah, i Mary Frances. Es creu que la idea de la crear l'Overbeck Pottery a la casa familiar va ser de Margaret. Va viure prou per veure el negoci inaugurat a principis de 1911, però, el 13 d'agost de 1911, va morir a causa de complicacions derivades de la lesió causada per l'accident.

### Hannah Overbeck
En un inici, Hannah va estudiar fotografia amb la seva germana més gran, Ida, abans d'estudiar a la Indiana State Normal School, l'actual Universitat d'Indiana, a Terre Haute. Després de la seva graduació el 1894, Hannah va fer de mestra durant un any a Clinton, Indiana, però la seva salut malaltissa va forçar-la a retornar a casa.
Hannah era molt bona dibuixant i pintant aquarel·les. De 1904 a 1916 va dibuixar per a Keramic Studio. A la Overbeck Pottery les decoracions ceràmiques corrien a càrrec de Hannah i de la seva germana, Mary Frances. Els seus originals motius s'inspiraven en la naturalesa. També modelava a mà, sense fer servir el torn. Una neuritis crònica durant els anys finals de la seva vida van fer que fos difícil per a Hannah aguantar un llapis i dibuixar, però va continuar treballant en els dissenys fins a la seva mort el 28 d'agost de 1931.

### Elizabeth Overbeck
Elizabeth va ser alumna de la seva germana, Margaret. Durant el 1909–10, Elizabeth va estudiar ceràmica sota la tutela de Charles Fergus Binns a la New York School for Clayworking (actualment New York State College of Ceramics a la Alfred University) a Alfred, Nova York..
Elizabeth, era més tècnica de l'obrador Overbeck, era l'única de les germanes que feia servir la roda fer les seves peces de ceràmica. A més a més, formulava i preparava els esmalts ceràmics i supervisava les cuites i el forn. Elizabeth era especialment coneguda per les seves ceràmiques de formes innovadores i per les seves habilitats en el desenvolupament de nous esmalts i processos ceràmics. Va morir l'1 de desembre de 1936, deixant sola la seva germana més jove, Mary Frances, en la tasca de fer les seves pròpies peces de ceràmica. 

### Mary Frances Overbeck
Mary Frances, juntament amb la seva germana, Margaret, va estudiar amb Arthur Wesley Dow i Marshall Fry. Probablement, Mary Frances també va estudiar a la Indiana State Normal School. Va aprendre a treballar l'oli, l'aquarel·la, i la il·lustració amb tinta i la seva especialitat eren les pintures d'ocells. També és molt coneguda pels seus dissenys d'ex-libris. Abans d'instal·lar-se amb les seves germanes al taller de Cambridge City, Mary Frances va donar classes a les escoles públiques de Boulder, Colorado, a Cambridge City i a Centerville, Indiana. Entre 1904 i 1916 Mary Frances va dur a terme molts estudis de flors que van ser publicats a Keramic Studio.
Mary Frances i la seva germana, Hannah, dissenyaven i decoraven les ceràmiques de la Overbeck Pottery. La seva funció principal era pintar, acabar i decorar les ceràmiques abans que Elizabeth les posés a coure al forn que hi havia darrere la casa. Les decoracions de Mary Frances eren altament estilitzades, majoritàriament dissenys geomètrics. També era la autora de peces úniques elaborades sense l'ajuda del torn. A més a més, creava petites figuretes de persones, animals, i ocells. Mary Frances i les seves germanes van crear unes figuretes de no més de 13 cm que anomenaven grotesques. Mary Frances es referia a aquestes caricatures de persones i animals com "els esperits del forn." Mary Frances va continuar treballant a la Overbeck Pottery després de la mort de les seves germanes, però ella es va dedicar principalment a fer figuretes en comptes de peces ceràmiques grans. Va morir el 20 de març de 1955.

### Els altres germans Overbeck
Harriet Jane Overbeck va estudiar música a Chicago, Illinois; Cincinnati, Ohio; i a Leipzig, Alemanya. També dominava el francès, l'alemany i l'italià. Va donar classes privades de música i llengües estrangeres a la casa familiar de Cambridge City i a banda cuidava de la casa i de les seves germanes. Va morir el 1947.
Ida Alice, la germana gran, va ser la única de les noies que es va casar. Va muntar un estudi de fotografia a Cambridge City al voltant del 1890. Va morir el1946.
Charles Borger Overbeck, el més jove, va ser enginyer. Va morir el 1913. Charles i la seva muller, Hallie, va tenir dos nens, Virginia i Charles Jr.

## Carrera
Les germanes Overbeck van muntar la Overbeck Pottery a casa seva el 1911 amb l'objectiu de produir ceràmica d'alta qualitat feta a mà. Les dones van fer funcionar la seva pròpia empresa fins al 1955, quan l'última de les germanes va morir i l'obrador va tancar.

### Muntant l'Overbeck Pottery
Les Overbeck van establir l'obrador ceràmic a la seva casa de Cambridge City el 1911, en un moment en què el moviment Arts and crafts s'estava expandint pels Estats Units. El moviment "permetia a dones de classe mitjana tenir una professió considerada respectable i a la llarga una connexió amb la comunitat d'artistes". Alhora, la decoració de la porcellana era vista com una activitat artística apropiada per a les "dones respectables". En aquell temps, el centre de la ceràmica Arts and crafts dels Estats Units era Cincinnati, Ohio, on hi havia la Rookwood Pottery Company, l'obrador més famós, fundat el 1878.
Els obradors americans contractaven dones treballadores, però en aquests negocis els propietaris solien ser homes i eren ells qui els dirigien. El que feia les germanes Overbeck inusuals era la seva intenció de produir "un producte enterament americà, lliure de referències a l'art i les arts decoratives estrangeres." Les Overbeck també van fer èmfasi en l'experimentació i els dissenys originals de la seva obra. La petita empresa ceràmica va ser també la principal font d'ingressos de les germanes. Aquestes austeres dones controlaven per elles mateixes tant la part artística i com els aspectes financers de l'empresa, i gràcies als seus esforços van aconseguir viure modestament de les vendes del seu art i ser econòmicament independents.
Les Overbeck havien estudiat per artistes i, a més, Margaret, Hannah, i Mary havien après a decorar porcellana. Tanmateix, en el moment en què van fundar el taller, eren inexpertes en el procés de la ceràmica, tot i que alguns dels seus primers dissenys s'havien publicat al Keramic Studio. Quan Margaret va morir el 1911, el mateix any que van fundar el taller, Elizabeth, Hannah, i Mary Frances van continuar amb la producció. Al taller, les germanes es dividien la feina. Van instal·lar un estudi de disseny al pis principal, un taller de ceràmica a la planta baixa i un forn alimentat per carbó en una cabana petita darrere de la casa. Elizabeth feia les peces, mentre Hannah i Mary Frances creaven els dissenys i decoraven la ceràmica. Tot i que Elizabeth tornejava algunes peces, la majoria de les ceràmiques eren fetes a mà utilitzant el mètode de l'urdit. L'Overbeck Pottery va tancar el 1955 quan Mary Frances va morir.

### Venda d'art i publicitat
Com que les seves ceràmiques eren peces fetes a mà, la producció era modesta i també ho era el que ingressaven les germanes gràcies a la seva feina. A més de les vendes al seu taller, de Cambridge City, les vendes externes corresponien quasi exclusivament a L. S. Ayres and Company, uns grans magatzems d'Indianapolis, i a encàrrecs de compradors individuals. Per complementar els ingressos de les vendes, les germanes donaven classes de ceràmica durant l'estiu al seu taller. Elizabeth també donava classes de ceràmica a Richmond, Indiana. A més a més, feien demostracions per tot Indiana dirigides a grups de dones. També creaven i venien altres tipus d'artesania, que incloïa mobiliari, joies, teixits, coure esmaltat...
L'obrador creixia molt poc a poc perquè "es podien permetre molt poca publicitat." La major part de la notorietat assolida per les seves ceràmiques i pel seu característic esmalt mat va arribar gràcies al boca a boca, a la publicació dels seus dissenys a Keramic Studio, a través d'exposicions i pels premis van rebre. Les germanes exposaven regularment la seva obra a la Indiana State Fair, on van guanyar diversos premis. També van guanyar premis al Richmond Art Fair el 1927 i a la Indiana Artists Exhibition a Indianapolis els anys 1928 i 1928. Les germanes eren també les destinatàries d'una menció honorària a la Robineau Memorial Ceramic Exhibition a Syracuse, Nova York, el 1934.

### Tècniques artístiques
Com molts altres artistes del moviment Arts and Crafts, les Overbeck van lluitar per produir objectes senzills, bonics, funcionals, fets a mà i inspirats en la naturalesa. Totes les peces de la Overbeck Pottery seguien aquesta filosofia. Cada peça era única. Les seves peces funcionals incloïen teteres, jocs de te, càntirs, gerros i bols, en general només decorades a partir de l'esmalt. Les germanes també produïen peces decoratives, així com petites figuretes anomenades "grotesques," molt populars entre els compradors.
Els dissenys de les germanes seguien, a l'inici, l'estil de l'Art Nouveau i més tard de l'Art Deco. També experimentaven amb els esmalts, però mantenien les fórmules en secret i destruïen aquelles peces que no sortien com havien planejat. Tot i que les Overbeck són conegudes pels esmalts mats de tons tènues de les etapes primerenques, en anys més tardans van produir peces d'estils més moderns, desenvolupant esmalts lluents i de tons més vius. El blau "ou de pit-roig" va acabar sent el seu color més característic.
Al començament les germanes feien servir argila de la seva granja Jackson Township i de la propietat que quedava darrere de la seva casa de Cambridge City. També els arribava argila d'Ohio, Virginia, Carolina del Nord, i Delaware. Per produir les seves ceràmiques, les germanes creaven dissenys damunt de paper i els transferien a les peces en duresa de cuir abans de decorar-les, esmaltar-les i finalment coure-les. Els motius preferits eren plantes, arbres, ocells, i animals propis del Midwest. Fins a la mort d'Elizabeth el 1936, les Overbeck van signar les seves peces amb "OBK" i sovint incloiïen les inicials la ceramista i de la decoradora: "E" per Elizabeth, "H" per Hannah, i "F" per Mary Frances. Després de la mort d'Elizabeth, la firma de la Overbeck Pottery va ser el monograma, sol o amb una "F" o "MF" per Mary Frances.

## Darrers anys
Mentre les germanes Overbeck treballaven al seu obrador, la seva obra s'exhibia a París, França, i als Estats Units, incloent Chicago, Illinois; Baltimore, Maryland; Detroit, Michigan; Dayton, Ohio; Indianapolis, Indiana. A més a més, les germanes van ser convidades a participar en la Panama–Pacific International Exposition a San Francisco, Califòrnia, el 1915 i al Century of Progress International Exposition a Chicago, Illinois, el 1933.
Després de les morts de Margaret, Hannah, i Elizabeth, Mary Frances va gestionar el negoci familiar del 1936 fins al final. Va esdevenir hereva única de la propietat Overbeck. La Overbeck Pottery va tancar després de la mort de Mary Frances el 1955.

## Mort i llegat
Margaret va morir el 1911; Hannah el 1931; Elizabeth el 1936; i Mary el 1955. Les restes de les germanes Overbeck són enterrades al cementiri de Riverside, Cambridge City, Wayne County, Indiana, al igual que les dels seus pares.
Les germanes Overbeck van fer funcionar el seu taller en un moment en què el rol de les dones eren molt limitat i ben definit; tanmateix, van aconseguir ser autosuficients, guanyar-se modestament la vida a partir del seu art. La petita casa-taller de les germanes va ser "reconeguda a nivell nacional per les seves contribució artística al moviments de l'Arts and Crafts," malgrat que alguns crítics que veien la seva feina com a "poca cosa més que unes senyoretes virginals practicant un hobby lucratiu." La casa taller de la família va ser inclosa al National Register of Historic Places el 1976. Avui en dia la casa és una residència privada.
Ceramics Monthly va descriure les Overbeck com "extremadament independents", però cadascuna tenia una especialitat en el procés de producció i treballaven juntes formant un equip. Com Flora Townsend Little destacava a Art and Archaeology després d'una visita al seu taller el 1923: " Totes eren veritables artistes i el que van crear mostra una gran diversitat i origginalitat quant a la forma, l'estil de decoració, i els esmalts." En una descripció d'un gerro Overbeck que va aparèixer a Arts and Crafts Quarterly, un altre autor comentava: "Aquesta peça testifica de forma molt eloqüent el talent superb de les germanes Overbeck pel que fa al disseny i a l'execució." Alan Patrick va explicar a Indiana Arts Insight (1979) que les Overbeck són famoses per les seves figuretes i els seus fantasiosos "grotesques," així com per la seva habilitat amb els esmalts mat i els seus estilitzats dissenys de plantes i animals d'estil Art Nouveau i Art Deco. A més a més, les germanes Overbeck van ser elogiades per l'originalitat que van demostrar en les formes senzilles i en l'estil decoratiu de les seves ceràmiques.
Es poden trobar peces de les germanes Overbeck en col·leccions de museus com el Midwest Museum of Art aElkhart, Indiana; el Museum of Overbeck Art Pottery a la Cambridge City Public Library; el Richmond Art Museum; l'Indianapolis Museum of Art; el Metropolitan Museum of Art; el Ball State University Art Gallery; i l'American Ceramic Society's museum a Columbus, Ohio. El seu art es troba també en col·leccions privades, inclosa la peça que van regalar a Franklin i Eleanor Roosevelt. La ceràmica de les Overbeck continua sent valorada per col·leccionistes. Multitud d'articles relacionats amb les germanes Overbeck han estat publicats en revistes com Antique Week (25 d'abril, 2005) i Today's Collector (octubre de 1994).

## Premis i homenatges
Elizabeth va ser elegida membre honorària de la Societat Ceràmica americana el 1936.
A la Ball State University es va fer una exposició d'homenatge titulada "Les ceramistes Overbeck" del 7 de desembre de 1975 al 25 de gener de 1976, al museu del seu campus artístic a Muncie, Indiana. El 1987–88 la les ceràmiques de les Overbeck van ser reconegudes al Museu de Belles Arts de Boston, amb l'exposició, "L'Art Que És Vida: El Moviment Arts and Crafts a Amèrica, 1875-1920". Un gerro Overbeck també va ser seleccionat "com un exemple d'originalitat de la primera ceràmica americana" en una exposició que va viatjar per múltiples ciutats. El 1990 el Museu d'Art del Comtat de Los Angeles va incloure un gerro de les Overbeck en una de les seves exposicions. A més a més, una petita col·lecció de la ceràmica de les Overbeck va ser presentada en un episodi d'Antiques Roadshow des de Houston, Texas, el 2006 ..

## Col·leccions públiques
Un nombre significatiu de l'obra de les Overbeck es conserva a: 
- Midwest Museum of Art in Elkhart, Indiana[42]
- Museum of Overbeck Art Pottery at the Cambridge City Public Library, Cambridge City, Indiana[46]
- Richmond Art Museum, Richmond, Indiana[47]

## Per a saber-ne més
- Bowman, Leslie Greene. American Arts and Crafts-Virtue in Design: A Catalogue of the Palevsky Collection and Related Works in the Los Angeles County Museum of Art.  Boston: Bullfinch Press/Little, Brown and Company, 1990. ISBN 9780821219201.